# Pythonisse

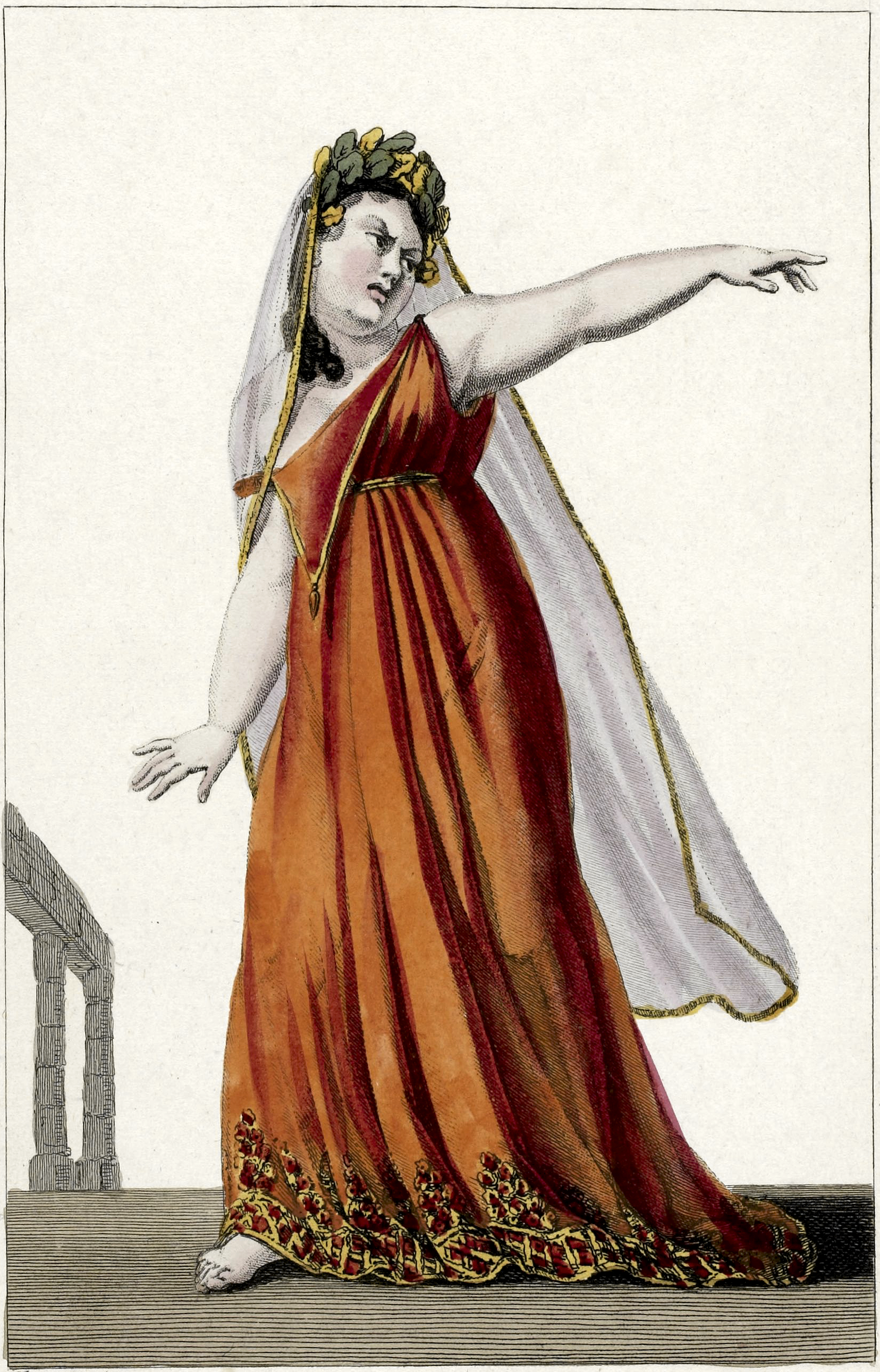
Mademoiselle George dans le rôle de la Pythonisse d’Endorau dans Saül de Soumet, 1822.

La Pythonisse est une prêtresse du dieu Apollon/Phébus, également appelée la Pythie. On surnommait en effet parfois Apollon  « le Pythien » du fait qu'il ait tué le serpent Python. 

## Pythonisse d'Endor
Selon la Bible, la Pythonisse d'Endor désigne une nécromancienne consultée par le roi d'Israël Saül, qui souhaitait entrer en relation avec le défunt prophète Samuel. 
Plus généralement, le mot désigne une femme qui se dit douée du don de prophétie, une voyante.